# NK-33火箭发动机

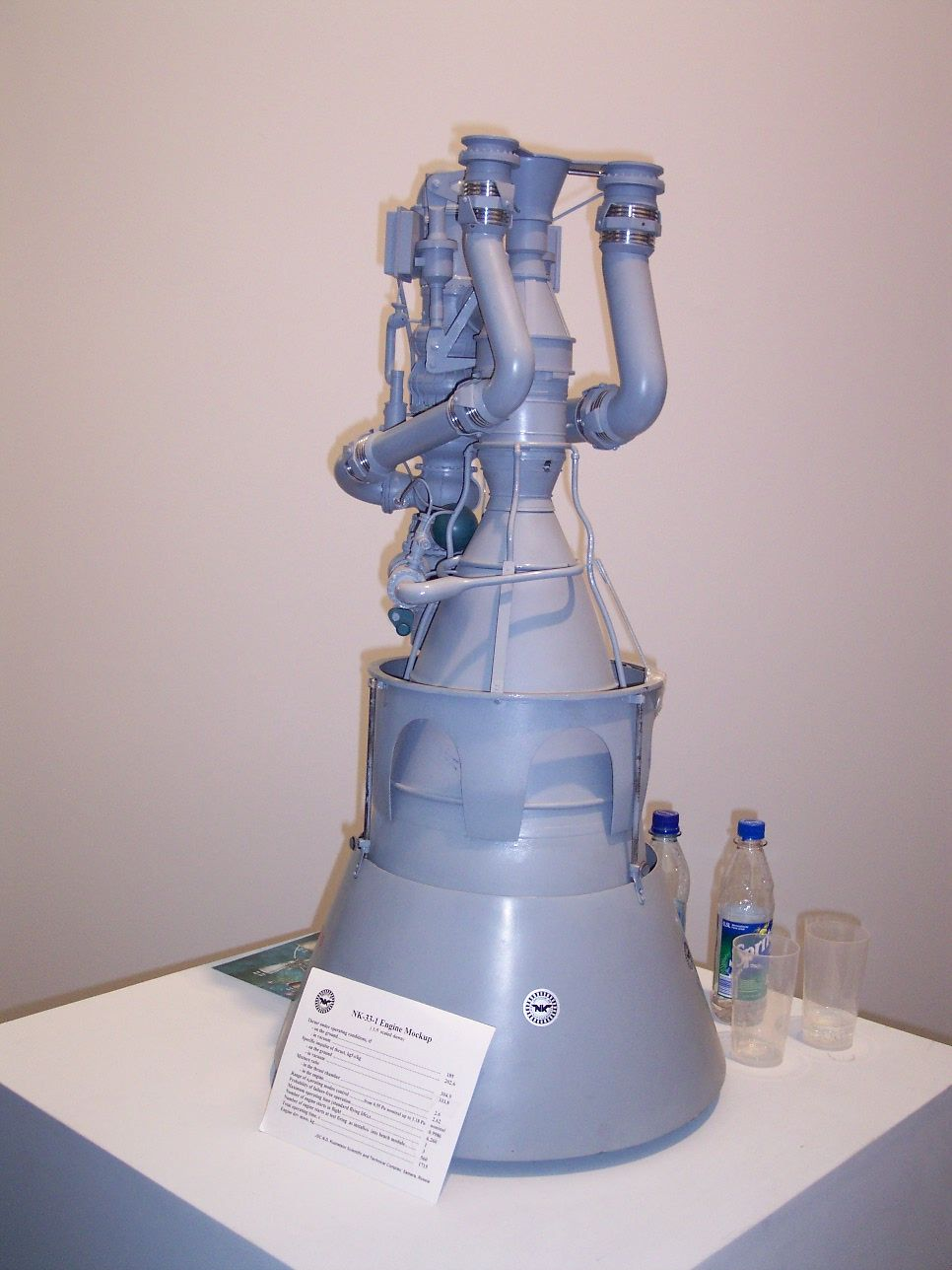
NK-33-1模型

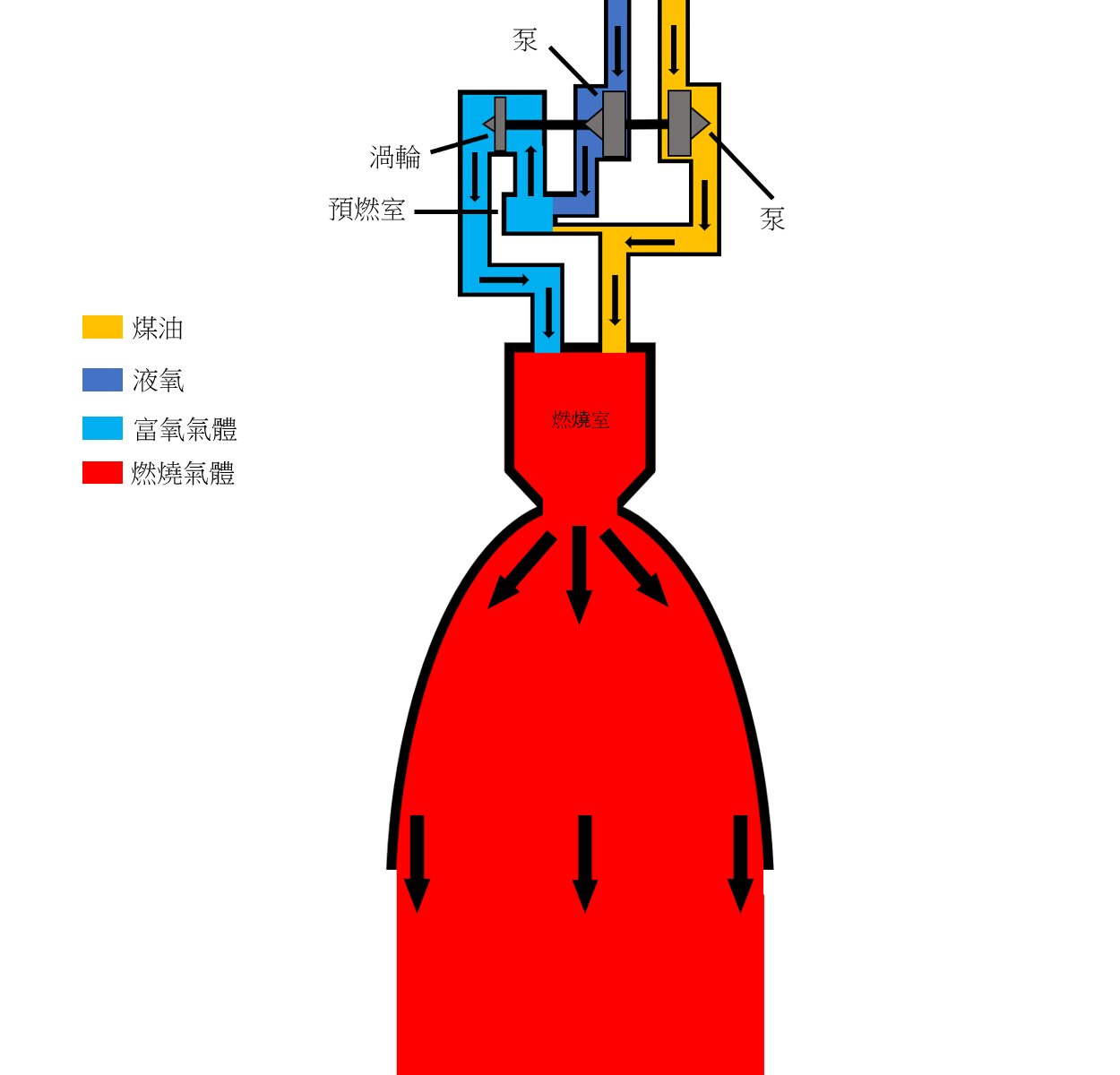
NK33發動機的簡化圖

NK-33和NK-43是苏联60年末70年代初由库兹涅佐夫设计局设计制造的火箭发动机。用于登月火箭N1。NK-33的推重比是当前比冲最高的火箭发动机之一。
NK-43与NK-33类似，但是用于上面级的。它喷嘴较长，在高空空气稀薄的环境下工作效率较高。其产生的推力和比冲更大，但也更长更重。

## 技术
NK-33和-43分别源自早期和NK-15和NK-15V发动机。 
该发动机是分级燃烧循环双元液体推进剂火箭发动机，采用富氧预燃室技术驱动涡轮泵。由于富氧排气可能烧穿燃烧室壁，因而这种类型的发动机是比较少见的。美国从未在富氧发动机领域有过成功经验，而苏联在冶金方面的优势使之有制造这种发动机的基础。由于NK-33使用了两种密度近似的推进剂液氧和煤油，所以可以用一个转轴来驱动两者的供料涡轮泵。。这使NK-33有着最高的真空推重比——136.66:1。 即便是更重的NK-43，其真空推重比也达到了120:1。
富氧技术还用在了RD-170和RD-180以及RD-174/-191上。然而由于这些发动机都采用了多燃烧室和多喷嘴设计，以致它们无法再达到NK-33的高推重比。

## 历史
N-1原本是在第一级使用NK-15发动机，在第二级使用NK-15V。然而N1发射的接连失败是这项工程没有了下文。 而N1的改进还在继续，库兹涅佐夫将两种发动机分别改造为NK-33和NK-43。 改造后的N1就是N1F。由于在登月竞赛上失利，苏联不得不重新设计新的重型运载火箭能源号。 因此，N1F从未试飞。
随着N1工程的停工，政府下令毁掉一切资料，一个政府官员接管了这些发动机，将它们存放在仓库中。 发动机的消息最后传到了美国。将近30年后，一些尚存怀疑态度的技术人员被带到仓库。 随后，其中一台发动机被带回美国，在精确测定发动机性能后，其技术参数才被公之于众。

## 后期利用
至于用剩下的NK-33做什么时常成为争论焦点。 当时超前的设计理念使这批发动机至今仍有利用价值。喷气飞机公司已将NK-33和NK-43分别重命名为AJ26-58AJ26-59。基斯特勒航空航天公司，即现在的基斯特勒火箭飞机公司 (RpK)用三台NK-33和NK-43设计了K-1火箭。
RSC能源公司打算用一台NK-33来驱动新运载器“Aurora-L.SK”。
还有提议用NK-33替换联盟号中间的RD-108，或者再用四台NK-33替换四个推进发动机 RD-107。通过减轻飞船重量来增加有效载荷，而且使用仓库存货也能降低飞船造价。 
“Aurora”和“联盟-3”替换计划都面临一个现实问题，就是NK-33的现存数量不是很多，难以用在每年频繁发射的联盟飞船上。而基斯特勒的K-1是可重用的，需要的发动机数量比较少。
轨道科学公司打算在新研制的“金牛II”型运载火箭的第一级使用两台NK-33。

## 参数
| 项目       | NK-33                          | NK-43                  |
| ---------- | ------------------------------ | ---------------------- |
| 推力       | 1,505 kN/339,000磅力（海平面） | 1,753.8 kN/395,000磅力 |
| 比冲       | 297s                           | 346s                   |
| 重量       | 1,235 kg/2,725 lb              | 1,473 kg/3,250 lb      |
| 推进剂     | 液氧／精炼煤油                 | 液氧／精炼煤油         |
| 混合比     | 2.6:1                          | 2.6:1                  |
| 喷口面积比 | 27:1                           | 80:1                   |
| 推重比     | 136:1                          | 120:1                  |